# Nebbelunde Kirke
Nebbelunde Kirke er en kirke i landsbyen Nebbelunde nord for Rødby på Lolland.

## Udsmykning
Kirkens altertavle, der er malet cirka 1625 udgør sammen med alterbordets forside en harmonisk helhed. Tidligere har Nebbelunde kirke muligvis haft en kalkmalet udsmykning udført af Brarup-værkstedet.
Den hellige familie på korets østvæg stammer formentligt fra Brarup-værkstedet. Billedet er velbevaret med grønne, gule, sorte og røde farver og som noget sjældent også blå.
Altertavlen og Den hellige familie har stor lokal betydning og er også af en vis national interesse.